# 8. sydlige breddekreds
Den 8. sydlige breddekreds (eller 8 grader sydlig bredde) er en breddekreds, der ligger 8 grader syd for ækvator. Den løber gennem Atlanterhavet, Afrika, det Indiske Ocean, Sydøstasien, Australasien, Stillehavet og Sydamerika.